# 2-Metilfenol
L'ortocresol (o-cresol) o 2-metilfenol, és un compost orgànic de la classe dels fenols, amb la fórmula CH3C6H4(OH). És un sòlid incolor que s'utilitza àmpliament com a intermedi en la producció d'altres productes químics. És un derivat del fenol i és un isòmer del p-cresol i del m-cresol.